# Chrześcijańska Partia Komunistyczna
Chrześcijańska Partia Komunistyczna (Partito Comunista Cristiano) − ugrupowanie polityczne włoskiej lewicy katolickiej utworzone wiosną 1942 roku z przekształcenia działającej od lipca 1941 Synarchicznej Partii Spółdzielczej (Partito Cooperativista Sinarchico). Ideologia partii zakładała, że „Religia katolicka nie jest instrumentem reakcji, ale może być źródłem zaangażowania rewolucyjnego. /.../ Religia jest zjawiskiem ponadklasowym, ale w płaszczyźnie społecznej następuje historyczny proces identyfikacji religii z interesami klas uciskanych: religijna nauka społeczna opiera się na miłosierdziu i sprawiedliwości”. PCC czynnie uczestniczyła w antyfaszystowskim ruchu oporu tworząc własną formację partyzancką (Dywizja DLMCC). W 1943 roku zmieniła nazwę na Ruch Katolików Komunistów (Il Movimento dei cattolici comunisti). Jesienią 1944 roku połączyła się z Partią Chrześcijańsko-Społeczną (Partito Cristiano Sociale) w Partię Lewicy Chrześcijańskiej (Partito della Sinistra Cristiana), która przetrwała do grudnia 1945 roku. Przywódcy: Franco Rodano, Adriano Ossicini, ks. Paolo Pecoraro.